# Lutherstadt

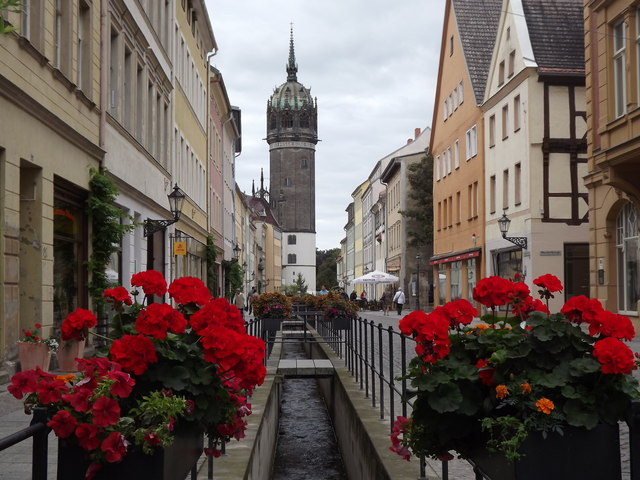
Wittenberg - Ruisseau urbain dans la Schlossstrasse.

Les villes où le réformateur allemand Martin Luther a vécu ou dans lesquelles son influence a été déterminante sont considérées comme Lutherstädte. Les villes de Eisleben et Wittemberg ont la mention Lutherstadt dans leur intitulé officiel : Lutherstadt Eisleben et Lutherstadt Wittenberg; à Mansfeld il y a un quartier Mansfeld-Lutherstadt  ; en 2012, ces trois stations dans la vie de Luther ont été distinguées par le label du patrimoine européen (Europäisches Kulturerbe-Siegel).

## Union des Lutherstädte
L’Union des Lutherstädte est fondée en 1913, lors du 125e anniversaire du monument à la mémoire de Martin Luther à Worms. Elle groupe les seize villes où Luther et son enseignement ont joué un rôle majeur :
- Augsbourg : Luther y rencontre en 1518 Cajétan, légat du pape. Y ont lieu deux Reichstage pour la Confession d’Augsbourg en 1530. La paix d'Augsbourg y est conclue en 1555. (48° 19′ N, 10° 54′ E)
- Cobourg : Luther y demeure durant les négociations en vue de la Confession d'Augsbourg. (50° 16′ N, 10° 58′ E)
- Eisenach : De 1498 à 1501 Luther vit à Eisenach, et y fréquente l'école franciscaine. Entre 1521 et 1522 Luther passe dix mois sous le nom de Junker Jörg à la Wartbourg, y traduit le Nouveau Testament en allemand. (50° 59′ N, 10° 19′ E)
- Eisleben : lieu de naissance et de décès de Luther. (51° 31′ N, 11° 33′ E)
- Erfurt : Luther étudie de 1501 à 1505 à l’université d’Erfurt, devient ensuite religieux au couvent des Augustins d’Erfurt. (50° 59′ N, 11° 02′ E)
- Halle : Luther visite plusieurs fois Halle. C'est de là qu'il se rend avec Justus Jonas l’aîné pour Mansfeld. Sa dépouille y a été exposée. (51° 28′ N, 11° 58′ E)
- Heidelberg : Luther explique sa théologie devant la congrégation des Augustins. (49° 25′ N, 8° 42′ E)
- Magdebourg : dans les années 1497-98, Luther fréquente l'École cathédrale de cette ville. (52° 08′ N, 11° 37′ E)
- Marbourg : en 1529, Luther et Zwingli s’y rencontrent pour le colloque de Marbourg. (50° 49′ N, 8° 46′ E)
- Nordhausen : première ville qui a officiellement adhéré à la Réforme par décision du conseil municipal, en 1524. (51° 31′ N, 10° 48′ E)
- Schmalkalden : Luther participe aux négociations pour la Ligue de Smalkalde. (50° 43′ N, 10° 27′ E)
- Spire : Protestation de Spire (de) en 1529. (49° 19′ N, 8° 26′ E)
- Torgau : Luther était souvent à Torgau puisque c’était le siège de ses princes-électeurs Jean l’Assuré et Jean-Frédéric Ier de Saxe. En 1544, Luther y inaugure l'église du château d'Hartenfels (de) comme la première église protestante nouvellement construite. De plus, son épouse Katharina von Bora y est décédée en 1552. (51° 34′ N, 13° 01′ E)
- Wittemberg est le centre principal de ses activités. Luther y publie ses 95 thèses, y brûle le Droit canonique et la bulle pontificale Exsurge Domine. La Bible de Luther, le petit et le grand Catéchisme, ainsi que d’autres documents, y sont édités. (51° 52′ N, 12° 39′ E)
- Worms : Luther défend ses thèses devant la Diète de Worms en 1521. (49° 38′ N, 8° 22′ E)
- Zeitz : Luther a été de temps en temps à Zeitz, notamment lors de la consécration de son ami Nikolaus von Amsdorf comme 1er évêque protestant. À Zeitz se trouve le siège de l'Union des descendants de Luther (de). (51° 03′ N, 12° 08′ E)

## PrixDas unerschrockene Wort
Pour rendre hommage à l’œuvre de Martin Luther, les seize villes membres de « l’Union des Lutherstädte » attribuent tous les deux ans depuis 1996 le prix Das unerschrockene Wort (« La parole impavide ») doté de 10 000 €. Le prix est destiné aux personnes « qui, en paroles et en actes et contre des résistances, ont fait des déclarations importantes dans une situation ou pour une occasion particulière envers la Municipalité ou envers l’État ». Les gagnants peuvent être des Allemands ou des étrangers.
Le prix a été décerné pour la première fois à Worms en 1996 et depuis 1999, il est offert tous les deux ans. Les lauréats étaient:
- 1996: Richard Schröder (de), théologien et philosophe, pour sa position inébranlable dans la RDA. Prix remis à Worms.
- 1999: Hans Küng, théologien : cérémonie à Eisenach pour la fermeté avec laquelle il a représenté ses thèses sur la doctrine catholique de la Foi.
- 2001: Uta Leichsenring: présidente de la police à Eberswalde, cérémonie à Erfurt pour sa position courageuse contre l’extrémisme de droite et les attaques xénophobes.
- 2003: Gertraud Knoll : pasteur et politicienne autrichienne, cérémonie à Magdebourg pour son engagement contre le racisme.
- 2005: Stephan Krawczkyk : chanteur et auteur, cérémonie à Halle pour ses concerts publics malgré l’interdiction par le régime SED (parti communiste en RDA).
- 2007: Emel Zeynelabidin: cérémonie à Spire pour sa décision de ne pas porter le foulard en tant que musulmane.
- 2009: Andrea Röpke: journaliste et politologue, pour ses recherches sur des groupes d’extrême-droite et sa façon d’exhorter à la lutte contre la violence d’extrême-droite.
- 2011: Dmitri Muratow et la Novaïa Gazeta : cérémonie à Heidelberg, pour leurs efforts de lutte contre la corruption et la violation des droits de l’homme et pour leur attachement à la liberté d’opinion et la liberté de la presse en Russie.
- 2013 : Keine Bedienung für Nazis (de) : Initiative de quelques hôteliers à Ratisbonne de ne pas servir les racistes dans leurs établissements. Les Pussy Riot avaient été envisagées comme lauréates. Le prix a été décerné en avril 2013 à Eisleben[5].
- 2015 : Mazen Darwish, avocat et journaliste syrien, et le Centre syrien pour les médias et la liberté d'expression.
- 2017 : les couples Susanne et Markus Nierth, ainsi que Horst et Birgit Lohmeyer.
- 2019 : Seyran Ateş, avocate et imame allemande.
- 2021 : Veronika Tsepkalo, Svetlana Tikhanovskaïa et Maria Kolesnikova,  femmes politiques biélorusses.